# Paul Rivet

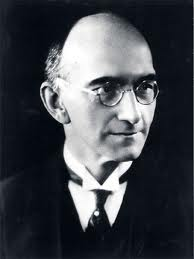
Paul Rivet (1938)

Paul Rivet (* 7. Mai 1876 in Wasigny in den Ardennen; † 21. März 1958 in Paris) war ein französischer Ethnologe und Arzt. Er war Mitbegründer des Völkerkundemuseums Musée de l’Homme, das im Palais de Chaillot in Paris untergebracht ist.

## Leben

### Berufliche Tätigkeit
Paul Rivet studierte an der nationalen militärmedizinischen Hochschule von Lyon und erlangte 1897 seinen Doktortitel in Medizin. 1901 erhielt er das Angebot, als Arzt die französische geodätische Mission zu begleiten, die sich nach Ecuador begab, um die von de la Condamine, Louis Godin und Pierre Bouguer zwischen 1735 und 1745 geführten Arbeiten mit genaueren Methoden und präziseren Instrumenten wieder aufzunehmen. Es ging darum, die Länge eines Meridianbogens in einer gewissen Nähe zum Äquator zu messen. Nach Beendigung dieser Mission blieb er sechs Jahre lang in Südamerika und beobachtete die Bewohner der zwischen den Anden liegenden Täler. Zurück in Paris, wurde er wissenschaftlicher Assistent am Muséum national d’histoire naturelle und arbeitete seine südamerikanischen Studien auf. Seine Aufzeichnungen wurden zwischen 1912 und 1922 zusammen mit Arbeiten von René Verneau, des damaligen Direktors des Museums, in zwei Teilen unter dem Titel Ethnographie ancienne de l’Equateur (antike Ethnographie von Ecuador) veröffentlicht.
1926 wirkte Paul Rivet an der Gründung des Instituts für Ethnologie an der Universität von Paris mit, das er zusammen mit Marcel Mauss leitete und an dem er einer der ersten Professoren war. 1928 trat er die Nachfolge von René Verneau an und wurde Direktor des Museums für Ethnographie des Trocadéro (MET), das zu dem Muséum national d’histoire naturelle gehörte. 1937 wurde das MET zum Musée de l’Homme, das in dem, anlässlich der Pariser Weltausstellung erbauten, Palais de Chaillot untergebracht wurde.
Nachdem er vom Erziehungsminister Jérôme Carcopino aus seiner Funktion am Musée de l’Homme entfernt wurde, ging er 1942 aus dem deutsch besetzten Frankreich nach Kolumbien und gründete dort das Institut für Anthropologie und das Museum für Anthropologie.
In seinen theoretischen Arbeiten behauptet Rivet nicht nur, dass die Wiege des amerikanischen Menschen Asien ist, sondern auch, dass die Migration 6000 Jahre zuvor von Australien ausging, und kurze Zeit später von Melanesien. Sein Hauptwerk Ursprung des amerikanischen Menschen, das 1943 erschien, enthält linguistische und anthropologische Argumente, die darauf abzielen, seine These der Migration zu beweisen.
1945 kehrte er nach Paris zurück und nahm wieder seine Lehrtätigkeit am Musée de l’Homme auf, wo er auch seine Forschungen über Südamerika fortsetzte. Seine linguistischen Arbeiten lieferten neue Erkenntnisse über das Aymara und das Quechua. Paul Rivet verbanden auch familiäre Bande mit Ecuador. Er hatte 1923 Mercedes Andrade Chiriboga (1877–1973) geheiratet, die Mutter von drei Kindern war und aus der oberen Gesellschaftsschicht stammte. Rivet hatte sie in Cuenca kennengelernt, und 1906 ging er mit ihr nach Paris. Seine Verbundenheit mit dem südamerikanischen Kontinent führte ihn dazu, Einrichtungen wie la Maison de l’Amérique latine und zusammen mit Paul Duarte l’Institut français des Hautes études brésilienne zu gründen. Schließlich wurde mit seiner Hilfe an der Sorbonne das Institut des Hautes Études de l’Amérique latine eröffnet, wo er zahlreiche Konferenzen organisierte.

### Ziviles Engagement
In seinem Leben zeigte Paul Rivet auch Zivilcourage. Am 5. März 1934 gründete er zusammen mit dem Philosophen Alain und dem Physiker Paul Langevin das Comité de vigilance des intellectuels antifascistes. Am 12. Mai 1935 wurde er als einziger Kandidat der Linken zum Stadtrat von Paris gewählt.
Im Juni 1940 hängte Paul Rivet am Eingang des Musée de l’Homme als Zeichen der Protestation gegen den Waffenstillstand mit dem Deutschen Reich ein Plakat mit dem Gedicht „If–“ von Rudyard Kipling auf, das dieser 1910 veröffentlicht hatte. André Maurois übersetzte dieses Gedicht 1918 unter dem Titel „Tu seras un homme mon fils“ („Du wirst ein Mann sein, mein Sohn“). Am 14. Juli 1940 adressierte Rivet einen offenen Brief an Philippe Pétain, in dem er schrieb: „Sehr geehrter Herr Marschall, das Land ist nicht mit Ihnen, Frankreich ist nicht mehr mit Ihnen.“ Im Oktober 1940 wurde er von der Vichy-Regierung seiner Ämter enthoben, und er trat der Widerstandsgruppe des Musée de l’Homme bei.
Von der Gestapo verfolgt, entkam er in letzter Minute und es gelang ihm, im Februar 1941 das ihm freundschaftlich gesinnte Kolumbien zu erreichen, dessen Präsident Eduardo Santos ihn mit offenen Armen empfing. Er nahm an der Gründung des kolumbianischen Instituts für Ethnologie und der Schaffung eines Museums in Bogotá teil. 1943 wurde er Kulturattaché des Freien Frankreichs für Lateinamerika in Mexiko. Dort schaffte er es, das Buch Ursprung des amerikanischen Menschen zu schreiben, an das er schon lange dachte und das in Montreal veröffentlicht wurde.

### Politische Aufgaben
Nach der Befreiung wurde er als sozialistischer Abgeordneter ins Parlament gewählt. 1948 trat er aus der Section française de l’Internationale ouvrière (SFIO) aus und schloss sich der Union progressiste an, die mit der Parti communiste français verbunden war. Er befürwortete Verhandlungen mit Ho Chi Minh, um Französisch-Indochina in der Französischen Union zu behalten. Im Juli 1946 verließ er die Konferenz von Fontainebleau, die mit einem Scheitern der französisch-vietnamesischen Verhandlungen endete. Als unabhängiger Kandidat verlor er bei den Parlamentswahlen im Juni 1951 und zog sich daraufhin aus der aktiven Politik zurück. Im Juni 1954 trat Paul Rivet aus der Union progressiste aus, weil diese gegen die Kandidatur des Radikalsozialisten Pierre Mendès France zum Regierungschef stimmte. Der Präsident René Coty ernannte Mendès France am 17. Juni 1954 zum Ministerpräsidenten.
Paul Rivet beschäftigte daraufhin die Zukunft Algeriens. Am 21. April 1956 unterzeichnete er in der Zeitung Le Monde „l’Appel pour le salut et le renouveau de L’Algérie française“ („Aufruf zum Heil und zur Erneuerung des französischen Algeriens“). Er war der Ansicht, dass es zu der unvermeidlichen algerischen Unabhängigkeit nicht umgehend, sondern nur schrittweise kommen könnte. Auf Anfrage des Premierministers Guy Mollet (SFIO) verteidigte er die französischen Positionen zu Algerien vor der UNO und in den Ländern Südamerikas.
Paul Rivet war auch Mitglied der Französischen Liga zur Verteidigung der Menschen- und Bürgerrechte, Präsident des Conseil supérieur de la radiodiffusion und Präsident der Französischen UNESCO-Kommission.

## Bibliographie
- Christine Laurière: Paul Rivet : le savant et le politique. Publications scientifiques du Muséum national d’histoire naturelle, Paris 2008, ISBN 978-2-85653-615-5. (collection Archives 12)